# England's Welcome to the French Squadron: London's Welcome to Admiral Caillard
England's Welcome to the French Squadron: London's Welcome to Admiral Caillard è un cortometraggio muto del 1905. Il nome del regista non viene riportato nei credit del film.

## Produzione
Il film fu prodotto dalla Hepworth.

## Distribuzione
Distribuito dalla Hepworth, il documentario - un cortometraggio della lunghezza di 30 metri - presumibilmente uscì nelle sale cinematografiche britanniche nel 1905. Non si hanno altre notizie del film che si ritiene perduto, forse distrutto nel 1924 quando il produttore Cecil M. Hepworth, ormai fallito, cercò di recuperare l'argento del nitrato fondendo le pellicole.